# Schlaiten
Schlaiten est une commune autrichienne du district de Lienz dans le Tyrol.